# Renovatie Binnenhof

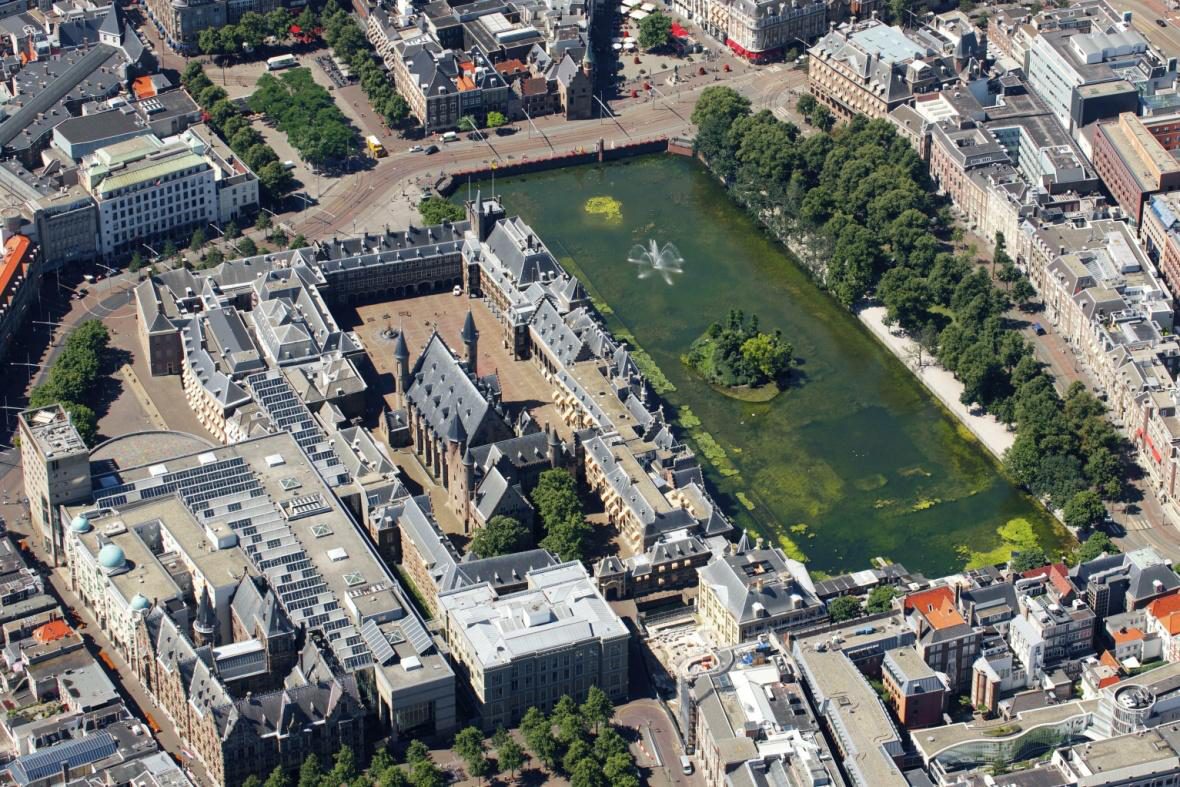
Luchtfoto van het Binnenhof (2015)

Sinds 1 oktober 2021 wordt het Binnenhof gerenoveerd. Doel is de gebouwen van onder andere de Eerste en Tweede Kamer toekomstbestendig te maken. De wens van de Tweede Kamer is dat dit "sober en doelmatig" plaatsvindt. Na ophef over de "megalomane" plannen van de oorspronkelijke architect werd deze afgekocht. Tot renovatie werd besloten in 2015; deze moest volgens planning eind 2020 van start gaan en vijf jaar later voltooid zijn. De verwachte opleverdatum is op zijn vroegst december 2028. Door het uitstel, tegenvallers, hogere eisen en het feit dat het gebouw in slechtere staat was dan verwacht, liepen de oorspronkelijk geplande kosten van 475 miljoen euro op tot minstens 2 miljard euro in april 2024. Op 12 februari 2025 werd bekendgemaakt dat de renovatie nog weer langer gaat duren. De geplande ingebruikname van het gehele complex werd uitgesteld tot 2030.

## Achtergrond

### Noodzaak
Het laatste grote onderhoud aan het Binnenhof vond plaats in 1992 met de uitbreiding van de Tweede Kamer. In de loop van de jaren 2010 kwamen er steeds vaker gebreken aan het licht. Een bekend voorbeeld was toen in december 2011 tijdens een Kamerdebat een lamp vlak naast minister Edith Schippers op de grond viel. Het kabinet was in die periode echter terughoudend met renoveren, omdat dit slecht over zou komen in een tijd van bezuinigingen.
Op verzoek van minister voor Wonen en Rijksdienst Stef Blok deed oud-minister Liesbeth Spies samen met het Rijksvastgoedbedrijf in 2014 onderzoek naar de noodzaak van een renovatie. Zij concludeerde dat veel installaties aan het einde van hun technische levensduur waren, wat de veiligheid en bedrijfsvoering in gevaar zou brengen. Werkzaamheden hieraan werden bemoeilijkt door de aanwezigheid van asbest. In het bijzonder was de brandveiligheid van het complex onvoldoende. De Haagse brandweercommandant dreigde zelfs met onmiddellijke sluiting als niet snel besloten werd tot renovatie, omdat het Binnenhof niet aan de wettelijke eisen voldeed.

### Renovatiescenario's
Gebaseerd op deze noodzaak kwam Spies met twee scenario's. Het eerste zou circa 5,5 jaar duren en ongeveer 450 miljoen euro kosten, maar vereiste wel gedurende de hele periode een verhuizing van alle bewoners van het Binnenhof. Bij het tweede scenario bleef het Binnenhof in gebruik, maar door de fasering van de renovatie zou dit minimaal dertien jaar duren en ongeveer 550 miljoen euro kosten. Als conclusie beval Spies de eerste variant aan, maar uitte begrip voor de wens van de bewoners om zo lang mogelijk te blijven.
Hoewel de ministerraad koos voor de kortere variant, keerden beide Kamers zich aanvankelijk tegen dit plan. Blok liet daarom in december 2015 wederom onderzoek doen naar gefaseerde verbouwing, waarna de Tweede Kamer in juli 2016 akkoord ging met verbouwing in één keer.
Ontevreden over de verhuizing liet het presidium van de Tweede Kamer in 2020 opnieuw onderzoek doen naar de noodzaak hiervan. Dit onderzoek concludeerde dat een gefaseerde renovatie zonder verhuizing goedkoper en niet veel tijdrovender zou zijn. Dit terwijl eind december 2020 een onafhankelijk onderzoek in opdracht van ministerie van Binnenlandse Zaken nog concludeerde dat een verbouwing zonder verhuizing zou kunnen leiden tot veiligheidsrisico's en extra kosten oplopend tot een half miljard euro.

### Wensen van de bewoners
In 2015 werden de gebruikers van het Tweede Kamergebouw gevraagd naar hun wensen voor de renovatie. Slechts drie van de elf Kamerfracties reageerden.

## Ontwerptraject

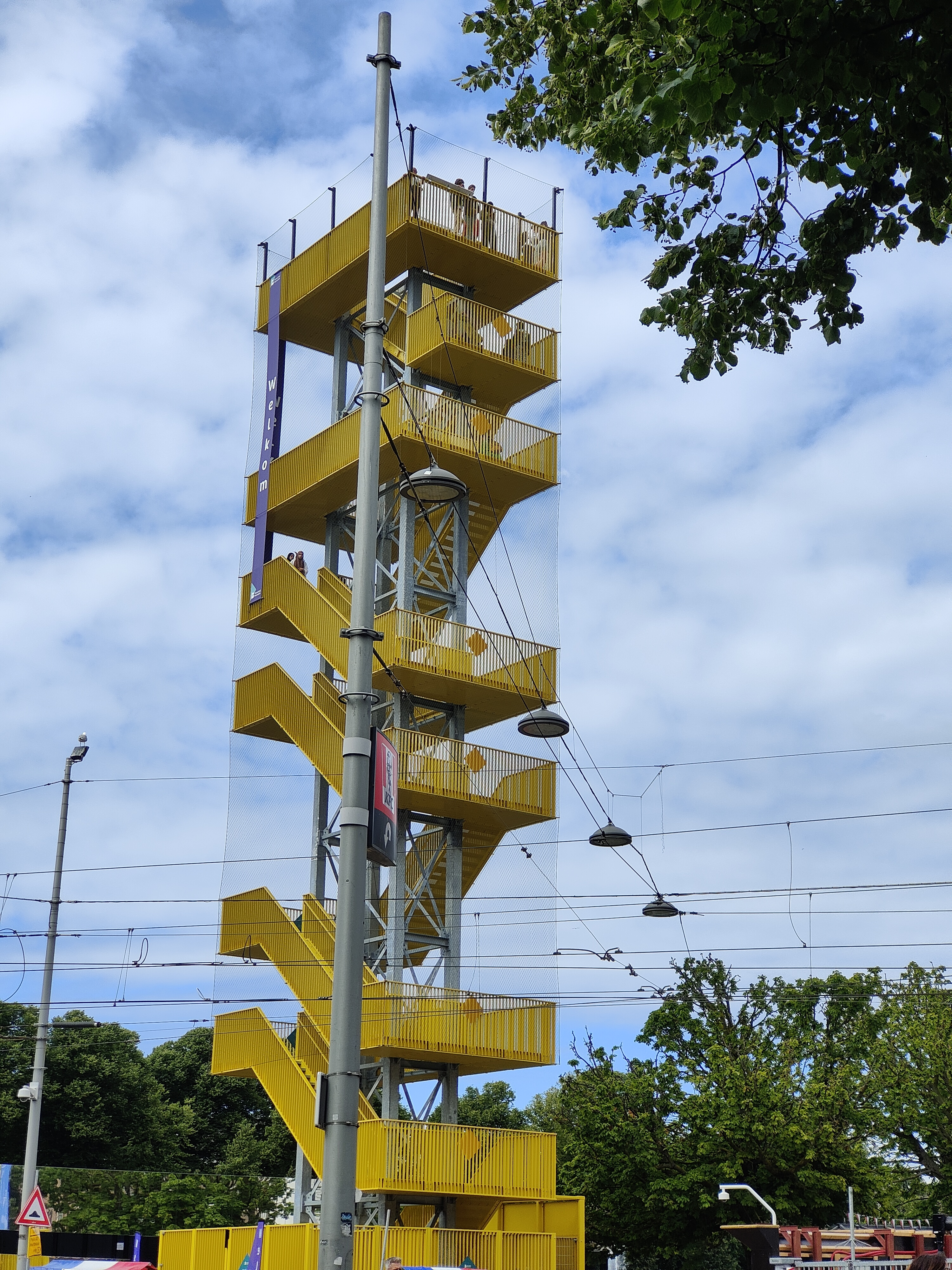
Uitzicht op het afgesloten Binnenhof wordt geboden vanaf een tijdelijke uitzichttoren

Rijksbouwmeester Floris Alkemade was verantwoordelijk voor het aanwijzen van een architect. Omdat het kabinet om veiligheidsredenen vertrouwelijkheid oplegde, kwam er geen publieke aanbesteding. Alkemade en het Rijksvastgoedbedrijf kozen voor Ellen van Loon van architectenbureau OMA als coördinerend architect. Dit advies werd op 10 maart 2017 voorgelegd aan de stuurgroep, bestaande uit ondersteunende ambtenaren, die akkoord ging. In september 2017 presenteerde Van Loon voor het eerst haar ontwerp aan de bouwbegeleidingscommissie, bestaande uit Kamerleden en ambtenaren. Hoewel zijzelf en het Rijksvastgoedbedrijf het idee hadden dat het goed ontvangen werd, bleek achteraf dat de bouwbegeleidingscommissie zich overvallen voelde, omdat zij zichzelf er niet in verdiept had en het ambitiedocument niet kende.
De architect van de uitbreiding van de Tweede Kamer in 1992, Pi de Bruijn, wilde ook graag deze renovatie leiden, maar werd in eerste instantie aangewezen als onderarchitect. Op initiatief van Alkemade werd er intensief contact gevoerd tussen Van Loon en De Bruijn, onder meer omdat hij het auteursrecht op het gebouw heeft, maar deze communicatie verliep zeer slecht. Ontevreden met zijn rol zocht De Bruijn in het voorjaar van 2018 contact met toenmalig D66-fractievoorzitter Alexander Pechtold. Via hem kwam De Bruijn in contact met Tweede Kamervoorzitter Khadija Arib en Tweede Kamerlid Ockje Tellegen, die net voorzitter was geworden van de bouwbegeleidingscommissie.
Ongerust over wat zij via De Bruijn vernamen, organiseerden zij op 19 juli 2018 voor de eerste keer een overleg met Van Loon en Alkemade. In dit gesprek leverden de Kamerleden veel kritiek op het ontwerp, onder meer omdat ze deze niet sober en doelmatig vonden. Ze vonden ook dat zij onvoldoende betrokken waren in de keuze voor OMA als architectenbureau. Alkemade wierp tegen dat de ambtelijke stuurgroep akkoord was gegaan en de bouwbegeleidingscommissie hier al lang van op de hoogte was. Daarna stelden Arib en Tellegen een nieuwe directeur huisvesting aan, die de Kamer adviseerde op te schrijven wat hun wensen voor verbouwing waren en om aan te sturen op De Bruijn als coördinerend architect. De Kamer stelde daarom een nieuw programma van eisen op, hoewel Van Loon contractueel gebonden bleef aan het eerder opgestelde ambitiedocument. Direct contact tussen Van Loon en Kamerleden werd verboden door het Rijksvastgoedbedrijf en het presidium van de Tweede Kamer.
Op 12 december 2018 besloot het presidium alleen verder te willen met De Bruijn als architect. Hij mocht van het presidium beoordelen of de plannen van Van Loon niet zijn auteurschap aantastten en zelf met alternatieven komen. Op 12 maart 2019 mocht De Bruijn voor de bouwbegeleidingscommissie zijn oordeel over het ontwerp van Van Loon geven, zonder dat Van Loon daar zelf de kans voor had gekregen. In deze presentatie praatte De Bruijn voornamelijk over zijn eigen ideeën voor een ontwerp. Van Loon kreeg zelf pas op 26 maart 2019 de gelegenheid haar plannen te presenteren aan het presidium, nadat een hoge ambtenaar van het ministerie van Binnenlandse Zaken dit als voorwaarde had gesteld voor een eventueel ontslag van Van Loon.
De eind 2018 als Tweede Kamerlid afgetreden Pechtold werd in juni 2019 nog door Knops gevraagd om te bemiddelen tussen alle partijen. Hij concludeerde dat Van Loon niets verkeerds had gedaan, maar voor Knops was haar vertrek inmiddels onvermijdelijk. Pechtold adviseerde om de geheimhoudingsclausule op te heffen, de besluitvorming beter te regelen en beter te overleggen. Van Loon en haar architectenbureau werden voor 2,7 miljoen euro afgekocht, waarna De Bruijn een contract kreeg aangeboden als coördinerend architect.

## Plannen
Gelijktijdig met de renovatie werd ook de verdwenen Hofgracht weer gegraven. Dit geeft de mogelijkheid tot meer werkplekken en is daarnaast een natuurlijke beveiliging.

## Verhuizing

### Tweede Kamer

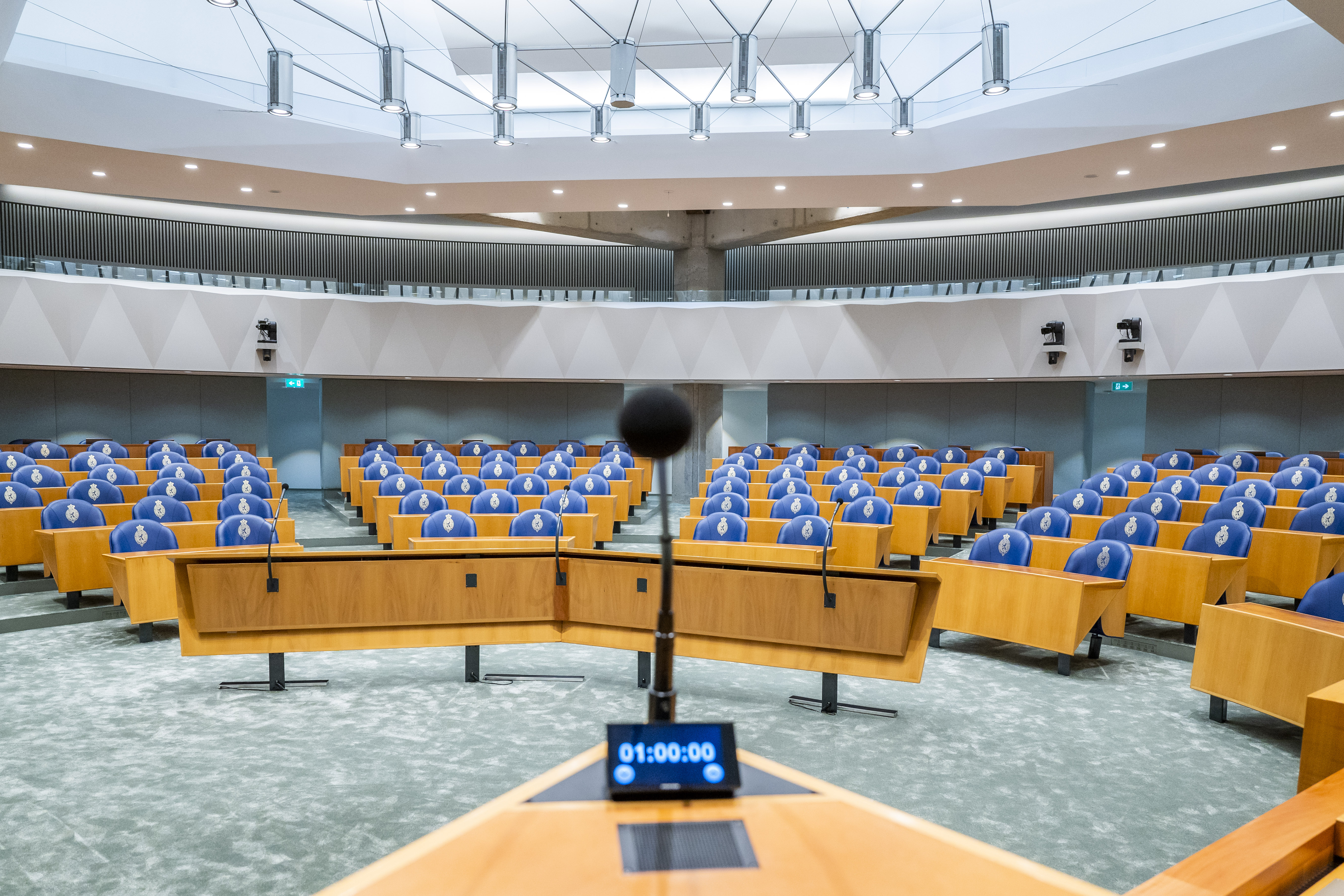
Plenaire zaal van de tijdelijke locatie.

Als tijdelijke huisvesting kreeg de Tweede Kamer het oude ministerie van Buitenlandse Zaken op Bezuidenhoutseweg 67 aangewezen. Dit gebouw werd tussen 2018 en 2021 verbouwd om de Kamer te kunnen huisvesten. De oplevering viel samen met de coronacrisis, waardoor er zorgen waren over of het gebouw coronaproof zou zijn. Drie externe bureaus concludeerden dat dit niet het geval was zonder "vergaande maatregelen". Later kwam een van de externe bureaus met voorstellen waarmee het gebouw toch coronaproof kon worden.

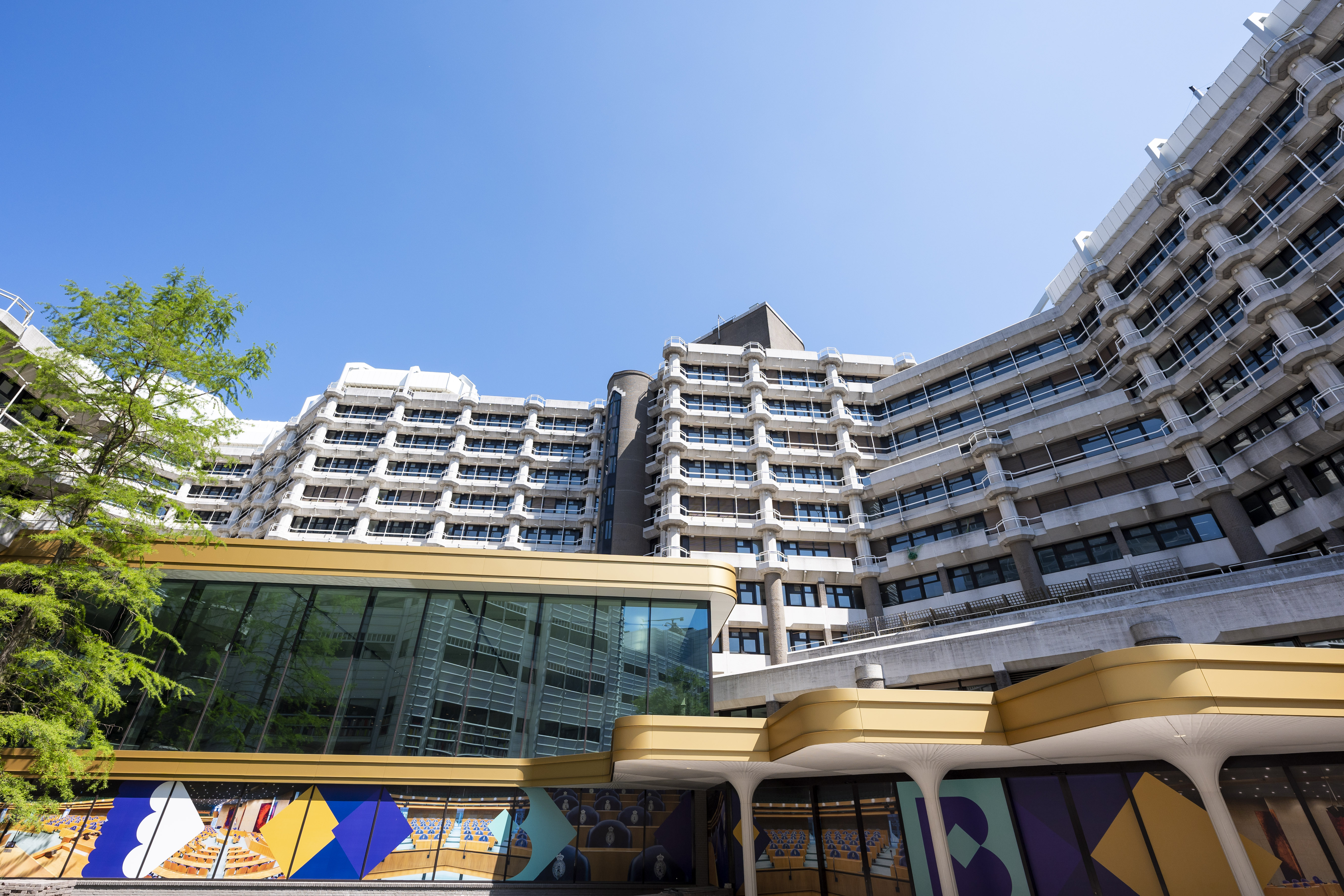
Voormalig ministerie van Buitenlandse Zaken op Bezuidenhoutseweg 67 waar tijdens de renovatie de Tweede Kamer is gehuisvest.

In september 2021 startte de Tweede Kamer met vergaderen in de tijdelijke huisvesting. Het eerste jaar werden gebreken geconstateerd. Zo was er te weinig ruimte voor personeel en waren vergaderzalen te gehorig. In het zomerreces van 2022 worden een aantal gebreken verholpen, waaronder het in gebruik nemen van de leegstaande achtste etage.

### Eerste Kamer en Raad van State

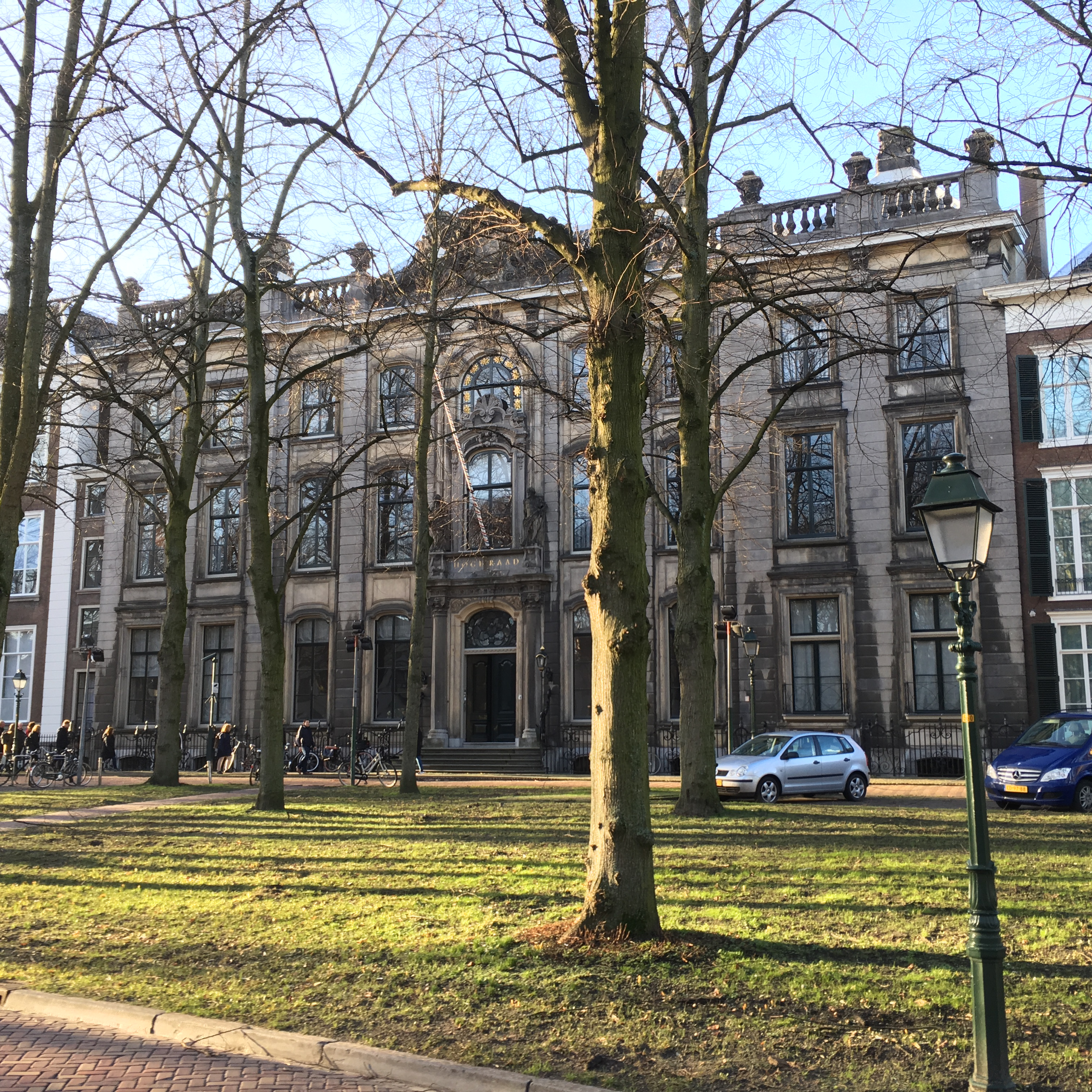
Huis Huguetan, waar tijdens de renovatie de Eerste Kamer en de Raad van State worden gehuisvest.

De Eerste Kamer en de Raad van State worden tijdelijk gehuisvest in Huis Huguetan, het voormalige gebouw van de Hoge Raad.

### Ministerie van Algemene Zaken
Het plan was om het ministerie van Algemene Zaken tijdelijk te huisvesten op het Catshuisterrein. Voor de tweehonderd ambtenaren was het plan om een geprefabriceerd tijdelijk kantoor tegenover het Catshuis te plaatsen. De bouw leidde tot ophef bij omwonenden, omdat het volgens hen niet paste bij het monumentale Catshuis en het beschermde park Sorghvliet. In de zomer van 2021 keerde ook de Haagse gemeenteraad zich tegen de plannen.
Vervolgens werd besloten het ministerie te laten verhuizen naar een rijksverzamelkantoor op Bezuidenhoutseweg 73, waar ook de ministeries van Economische Zaken, Landbouw, Visserij, Voedselzekerheid en Natuur en Klimaat en Groene Groei gehuisvest zijn. Het gereedmaken van dit gebouw duurde langer dan verwacht, waardoor het ministerie eerst zou moeten verhuizen naar het gebouw van het ministerie van Binnenlandse Zaken en Koninkrijksrelaties op de Turfmarkt. Deze verbouwing en de verhuizing zou betekenen dat het Binnenhof langer gebruikt zou moeten worden, de gemeente Den Haag heeft hier vanuit brandveiligheidsperspectief geen toestemming voor verleend.

## Archeologische vondsten
Al in 2015 had SP-Kamerlid Ronald van Raak gevraagd om de opgraving van de resten van Johan van Oldenbarnevelt. Zijn lichaam was in 1619 begraven in de grafkelder van de graven van Holland onder de Hofkapel. Omdat de Hofkapel te kwetsbaar was en het nagenoeg onmogelijk was om zijn restanten te identificeren bij gebrek aan DNA, werd besloten de restanten niet op te graven. Wel gaat men met camera's proberen de grafkelders in kaart te brengen.
Tijdens de renovatie vonden archeologen diverse resten van oude gebouwen op het Binnenhof. Onder de Eerste Kamer trof men muurresten uit de dertiende eeuw aan. Ook werd de fundering van een vijftiende-eeuws trapportaal gevonden. Deze worden na documentatie door archeologen weer "in de grond bewaard". Bij het demonteren van systeemplafonds ontdekte men historische plafonds.
Ook werden drie skeletten en een bronzen munt uit 1761 gevonden.
Op 7 april 2025 werd bekend gemaakt dat er op nieuwe locaties in het Binnenhof, in de omgeving van het Buitenhof, tussen de Mauritstoren en de Stadhouderspoort, bijna 800 jaar oude bouwsporen zijn gevonden. Geconcludeerd werd dat het complex in de 13e eeuw veel groter was dan tot nu toe werd aangenomen. Al in de oudste bouwfase was er veel meer bebouwing dan gedacht, waaronder een poortgebouw. Al kort na het ontstaan omstreeks 1230 was het "Een hof met koninklijke architectuur en een nog grotere ambitie als keizerlijk paleis.", aldus de onderzoekers.

## Kosten

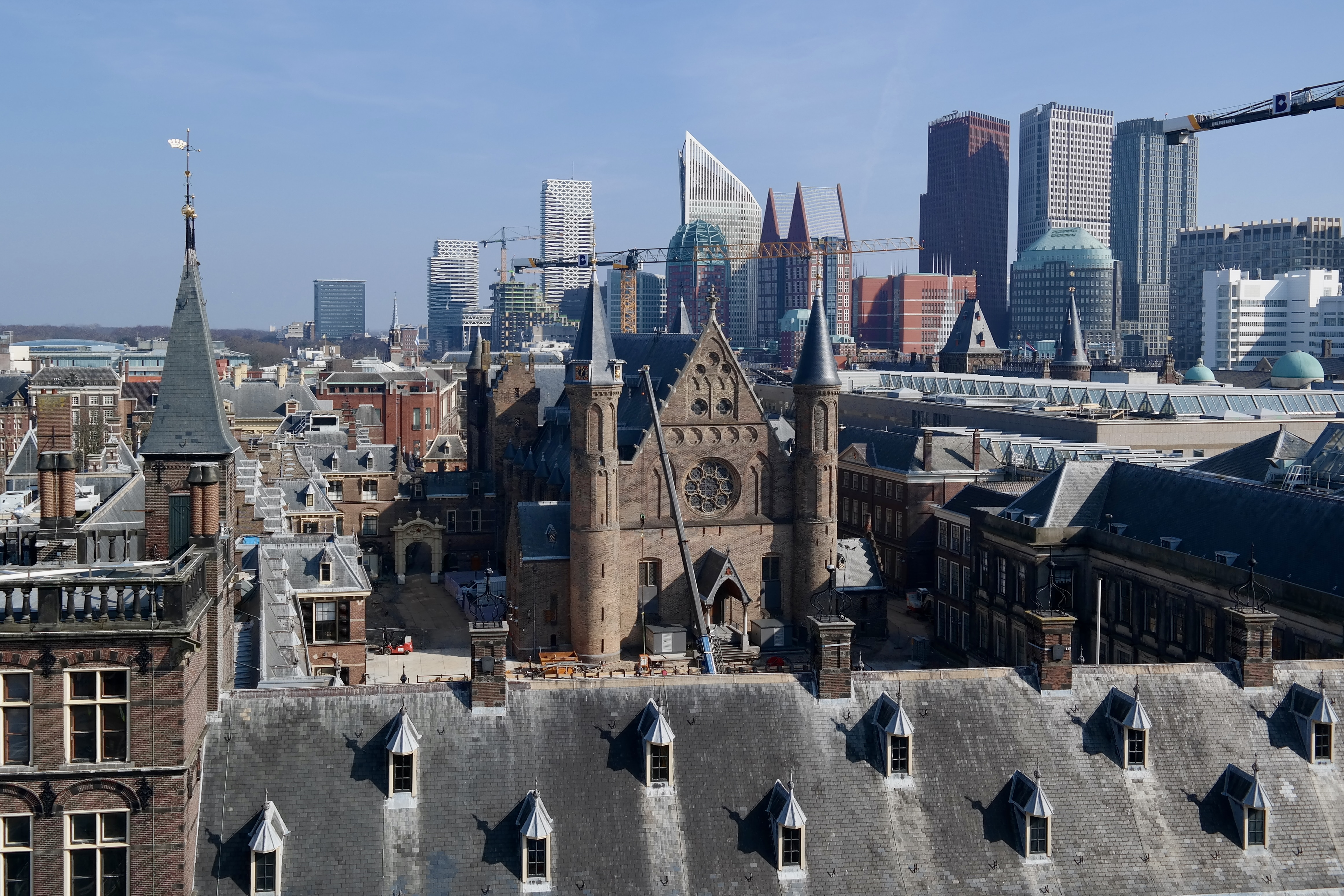
Het Binnenhof in 2025 gezien vanaf de tijdelijke uitkijktoren

De kosten voor de renovatie waren oorspronkelijk begroot op 475 miljoen euro, wat mee geïndexeerd zou worden met het prijspeil. In de loop van de jaren vielen diverse kosten hoger uit dan gepland. 'Niet-huisvestingskosten' - zoals schilderwerk, nieuw tapijt, beveiliging en het kinderdagverblijf - bleken begin 2019 meer dan 60 miljoen in plaats van 12,5 miljoen euro te gaan kosten. In 2020 werd de totale raming bijgesteld naar 562 miljoen euro en een jaar later naar 718,9 miljoen euro. Het grootste deel van de stijging komt voort uit onvoorziene beveiligingsmaatregelen.
In april 2024 werd bekendgemaakt dat de kosten van het project zullen stijgen tot meer dan 2 miljard euro. Een belangrijke oorzaak is dat het gebouwencomplex in veel slechtere staat verkeert dan eerder werd gedacht. Na ontmanteling van de gebouwen bleek er veel meer asbest aanwezig, veel muren en plafonds zijn verrot en er zijn veel meer historische elementen zichtbaar geworden die moeten worden behouden. Er zijn ook lekkages aangetroffen. Vanuit de Hofvijver stroomt water binnen in het gebouw van de Eerste Kamer. Voorts zijn (verder) gestegen bouwkosten, hogere lonen en meer veiligheidseisen tegenvallers die het project (veel) duurder maken. De werkzaamheden zullen tot minstens eind 2028 duren.

### Tijdelijke huisvesting
De kosten voor de tijdelijke huisvesting van de Tweede Kamer waren oorspronkelijk geraamd op 52,1 miljoen euro. Door "indexatieproblemen", extra beveiligingsmaatregelen en uitstel van de verhuizing door de stikstofcrisis werd dit bijgesteld naar 161 miljoen euro. Een deel hoopt het Rijksvastgoedbedrijf terug te verdienen doordat het gebouw aan de Bezuidenhoutseweg ook na gebruik door de Tweede Kamer profiteert van de investeringen.